# Noël Lafon
 (août 2025).
Pour les articles homonymes, voir Lafon.
Noël Lafon (Nadal Lafont en auvergnat) est un écrivain français de langue d'oc né en 1942 en Auvergne,.

## Biographie
Il est l'étudiant du linguiste Roger Teulat, spécialiste de l'occitan à l'Université Blaise-Pascal de Clermont-Ferrand.
Professeur de lettres modernes mais aussi titulaire du CAPES d’occitan-langue d’oc, il a créé l’association « Lo Convise » et publie depuis 1992 la revue de même nom.
Conférencier, réalisateur d’expositions, animateur de veillées surtout en tant que musicien. Auteur de nombreux ouvrages dont un, monumental, sur les écrits cantaliens. En 2009 il est nommé majoral du Félibrige (cigale du Gardon).